# Gran Premio de Francia de Motociclismo de 2024
El Gran Premio de Francia de Motociclismo de 2024 (oficialmente Michelin® Grand Prix de France) fue la quinta prueba del Campeonato del Mundo de Motociclismo de 2024. Tuvo lugar en el fin de semana del 10 al 12 de mayo de 2024 en el Circuito Bugatti, situado a 5 km de la localidad de Le Mans (Sarthe), en los Países del Loira, Francia.
La carrera al sprint de MotoGP fue ganada por Jorge Martín, seguido de Marc Márquez y Maverick Viñales.
La carrera de MotoGP fue ganada por Jorge Martín, seguido de Marc Márquez y Francesco Bagnaia. Sergio García fue el ganador de la prueba de Moto2, por delante de Ai Ogura y Alonso López. La carrera de Moto3 fue ganada por David Alonso, Daniel Holgado fue segundo y Collin Veijer tercero.
Esta prueba fue la segunda ronda doble de la Temporada 2024 del Campeonato del Mundo de MotoE. La primera carrera de MotoE fue ganada por Nicholas Spinelli, Kevin Zannoni fue segundo y Mattia Casadei tercero. La segunda carrera fue ganada por Nicholas Spinelli, seguido de Mattia Casadei y Óscar Gutiérrez.

## Resultados

### Resultados MotoGP

#### Carrera al sprint
| Pos.    | N.º | Piloto                | Equipo                       | Constructor | Vueltas | Tiempo        | Parrilla | Puntos |
| ------- | --- | --------------------- | ---------------------------- | ----------- | ------- | ------------- | -------- | ------ |
| 1       | 89  | Jorge Martín          | Prima Pramac Racing          | Ducati      | 13      | 19:49.694     | 1        | 12     |
| 2       | 93  | Marc Márquez          | Gresini Racing MotoGP        | Ducati      | 13      | +2.280        | 13       | 9      |
| 3       | 12  | Maverick Viñales      | Aprilia Racing               | Aprilia     | 13      | +4.174        | 3        | 7      |
| 4       | 23  | Enea Bastianini       | Ducati Lenovo Team           | Ducati      | 13      | +4.798        | 10       | 6      |
| 5       | 41  | Aleix Espargaró       | Aprilia Racing               | Aprilia     | 13      | +7.698        | 6        | 5      |
| 6       | 31  | Pedro Acosta          | Red Bull GASGAS Tech3        | KTM         | 13      | +9.185        | 7        | 4      |
| 7       | 49  | Fabio Di Giannantonio | Pertamina VR46 Racing Team   | Ducati      | 13      | +11.190       | 4        | 3      |
| 8       | 43  | Jack Miller           | Red Bull KTM Factory Racing  | KTM         | 13      | +11.516       | 11       | 2      |
| 9       | 25  | Raúl Fernández        | Trackhouse Racing MotoGP     | Aprilia     | 13      | +12.257       | 14       | 1      |
| 10      | 20  | Fabio Quartararo      | Monster Energy Yamaha MotoGP | Yamaha      | 13      | +12.699       | 8        |        |
| 11      | 88  | Miguel Oliveira       | Trackhouse Racing MotoGP     | Aprilia     | 13      | +13.492       | 12       |        |
| 12      | 21  | Franco Morbidelli     | Prima Pramac Racing          | Ducati      | 13      | +15.578       | 9        |        |
| 13      | 5   | Johann Zarco          | LCR Honda Castrol            | Honda       | 13      | +16.439       | 15       |        |
| 14      | 73  | Álex Márquez          | Gresini Racing MotoGP        | Ducati      | 13      | +16.816       | 17       |        |
| 15      | 33  | Brad Binder           | Red Bull KTM Factory Racing  | KTM         | 13      | +16.969       | 22       |        |
| 16      | 30  | Takaaki Nakagami      | LCR Honda IDEMITSU           | Aprilia     | 13      | +19.123       | 19       |        |
| 17      | 37  | Augusto Fernández     | Red Bull GASGAS Tech3        | KTM         | 13      | +23.618       | 20       |        |
| 18      | 10  | Luca Marini           | Repsol Honda Team            | Honda       | 13      | +27.854       | 21       |        |
| Ret     | 72  | Marco Bezzecchi       | Pertamina VR46 Racing Team   | Ducati      | 9       | Caída         | 5        |        |
| Ret     | 42  | Álex Rins             | Monster Energy Yamaha MotoGP | Yamaha      | 6       | Caída         | 16       |        |
| Ret     | 36  | Joan Mir              | Repsol Honda Team            | Honda       | 4       | Retirado      | 18       |        |
| Ret     | 1   | Francesco Bagnaia     | Ducati Lenovo Team           | Ducati      | 3       | Fallo técnico | 2        |        |
| Fuente: |     |                       |                              |             |         |               |          |        |

#### Carrera larga
| Pos.    | N.º | Piloto                | Equipo                       | Constructor | Vueltas | Tiempo        | Parrilla | Puntos |
| ------- | --- | --------------------- | ---------------------------- | ----------- | ------- | ------------- | -------- | ------ |
| 1       | 89  | Jorge Martín          | Prima Pramac Racing          | Ducati      | 27      | 41:23.709     | 1        | 25     |
| 2       | 93  | Marc Márquez          | Gresini Racing MotoGP        | Ducati      | 27      | +0.446        | 13       | 20     |
| 3       | 1   | Francesco Bagnaia     | Ducati Lenovo Team           | Ducati      | 27      | +0.585        | 2        | 16     |
| 4       | 23  | Enea Bastianini       | Ducati Lenovo Team           | Ducati      | 27      | +2.206        | 10       | 13     |
| 5       | 12  | Maverick Viñales      | Aprilia Racing               | Aprilia     | 27      | +4.053        | 3        | 11     |
| 6       | 49  | Fabio Di Giannantonio | Pertamina VR46 Racing Team   | Ducati      | 27      | +9.480        | 4        | 10     |
| 7       | 21  | Franco Morbidelli     | Prima Pramac Racing          | Ducati      | 27      | +9.868        | 9        | 9      |
| 8       | 33  | Brad Binder           | Red Bull KTM Factory Racing  | KTM         | 27      | +10.353       | 22       | 8      |
| 9       | 41  | Aleix Espargaró       | Aprilia Racing               | Aprilia     | 27      | +11.392       | 6        | 7      |
| 10      | 73  | Álex Márquez          | Gresini Racing MotoGP        | Ducati      | 27      | +13.442       | 17       | 6      |
| 11      | 25  | Raúl Fernández        | Trackhouse Racing MotoGP     | Aprilia     | 27      | +24.201       | 14       | 5      |
| 12      | 5   | Johann Zarco          | LCR Honda Castrol            | Honda       | 27      | +26.809       | 15       | 4      |
| 13      | 37  | Augusto Fernández     | Red Bull GASGAS Tech3        | KTM         | 27      | +27.426       | 20       | 3      |
| 14      | 30  | Takaaki Nakagami      | LCR Honda IDEMITSU           | Honda       | 27      | +30.026       | 19       | 2      |
| 15      | 42  | Álex Rins             | Monster Energy Yamaha MotoGP | Yamaha      | 27      | +30.936       | 16       | 1      |
| 16      | 10  | Luca Marini           | Repsol Honda Team            | Honda       | 27      | +40.000       | 21       |        |
| Ret     | 88  | Miguel Oliveira       | Trackhouse Racing MotoGP     | Aprilia     | 16      | Fallo técnico | 12       |        |
| Ret     | 43  | Jack Miller           | Red Bull KTM Factory Racing  | KTM         | 16      | Caída         | 11       |        |
| Ret     | 20  | Fabio Quartararo      | Monster Energy Yamaha MotoGP | Yamaha      | 16      | Caída         | 8        |        |
| Ret     | 36  | Joan Mir              | Repsol Honda Team            | Honda       | 14      | Caída         | 18       |        |
| Ret     | 72  | Marco Bezzecchi       | Pertamina VR46 Racing Team   | Ducati      | 3       | Caída         | 5        |        |
| Ret     | 31  | Pedro Acosta          | Red Bull GASGAS Tech3        | KTM         | 2       | Caída         | 7        |        |
| Fuente: |     |                       |                              |             |         |               |          |        |

### Resultados Moto2
| Pos.    | N.º | Piloto                  | Constructor | Vueltas | Tiempo      | Parrilla | Puntos |
| ------- | --- | ----------------------- | ----------- | ------- | ----------- | -------- | ------ |
| 1       | 3   | Sergio García           | Boscoscuro  | 22      | 35:20.709   | 3        | 25     |
| 2       | 79  | Ai Ogura                | Boscoscuro  | 22      | + 3.174     | 17       | 20     |
| 3       | 21  | Alonso López            | Boscoscuro  | 22      | + 3.704     | 5        | 16     |
| 4       | 16  | Joe Roberts             | Kalex       | 22      | + 3.764     | 2        | 13     |
| 5       | 35  | Somkiat Chantra         | Kalex       | 22      | +3.935      | 13       | 11     |
| 6       | 44  | Arón Canet              | Kalex       | 22      | +4.511      | 1        | 10     |
| 7       | 54  | Fermín Aldeguer         | Boscoscuro  | 22      | +4.811      | 12       | 9      |
| 8       | 14  | Tony Arbolino           | Kalex       | 22      | +6.811      | 10       | 8      |
| 9       | 75  | Albert Arenas           | Kalex       | 22      | +8.831      | 4        | 7      |
| 10      | 28  | Izan Guevara            | Kalex       | 22      | +12.215     | 7        | 6      |
| 11      | 52  | Jeremy Alcoba           | Kalex       | 22      | +17.795     | 14       | 5      |
| 12      | 12  | Filip Salač             | Kalex       | 22      | +18.004     | 9        | 4      |
| 13      | 81  | Senna Agius             | Kalex       | 22      | +18.191     | 8        | 3      |
| 14      | 16  | Darryn Binder           | Kalex       | 22      | + 18.349    | 19       | 2      |
| 15      | 24  | Marcos Ramírez          | Kalex       | 22      | + 19.686    | 18       | 1      |
| 16      | 5   | Jaume Masià             | Kalex       | 22      | + 21.460    | 20       |        |
| 17      | 96  | Jake Dixon              | Kalex       | 22      | +26.939     | 11       |        |
| 18      | 53  | Deniz Öncü              | Kalex       | 22      | +30.633     | 22       |        |
| 19      | 71  | Dennis Foggia           | Kalex       | 22      | +30.804     | 27       |        |
| 20      | 9   | Jorge Navarro           | Forward     | 22      | +37.741     | 26       |        |
| 21      | 20  | Xavier Cardelús         | Kalex       | 22      | +37.994     | 25       |        |
| 22      | 22  | Ayumu Sasaki            | Kalex       | 22      | +38.968     | 23       |        |
| 23      | 17  | Daniel Muñoz            | Kalex       | 21      | + 1 vuelta  | 24       |        |
| 24      | 18  | Manuel González         | Kalex       | 20      | + 2 vueltas | 6        |        |
| 25      | 84  | Zonta van den Goorbergh | Kalex       | 20      | + 2 vueltas | 15       |        |
| 26      | 10  | Diogo Moreira           | Kalex       | 19      | + 3 vueltas | 21       |        |
| Ret     | 43  | Xavier Artigas          | Forward     | 15      | Caída       | 28       |        |
| Ret     | 7   | Barry Baltus            | Kalex       | 2       | Caída       | 16       |        |
| WD      | 11  | Álex Escrig             | Forward     |         | No corrió   |          |        |
| 1.      |     |                         |             |         |             |          |        |
| Fuente: |     |                         |             |         |             |          |        |

### Resultados Moto3
| Pos.    | N.º | Piloto             | Constructor | Vueltas | Tiempo        | Parrilla | Puntos |
| ------- | --- | ------------------ | ----------- | ------- | ------------- | -------- | ------ |
| 1       | 80  | David Alonso       | CFMoto      | 20      | 34:00.058     | 1        | 25     |
| 2       | 96  | Daniel Holgado     | Gas Gas     | 20      | +0.105        | 2        | 20     |
| 3       | 95  | Collin Veijer      | Husqvarna   | 20      | +0.242        | 5        | 16     |
| 4       | 78  | Joel Esteban       | CFMoto      | 20      | +0.476        | 16       | 13     |
| 5       | 48  | Iván Ortolá        | KTM         | 20      | +0.612        | 6        | 11     |
| 6       | 31  | Adrián Fernández   | Honda       | 20      | +0.797        | 4        | 10     |
| 7       | 6   | Ryusei Yamanaka    | KTM         | 20      | +0.958        | 10       | 9      |
| 8       | 99  | José Antonio Rueda | KTM         | 20      | +1.035        | 3        | 8      |
| 9       | 24  | Tatsuki Suzuki     | Husqvarna   | 20      | +1.101        | 14       | 7      |
| 10      | 36  | Ángel Piqueras     | Honda       | 20      | +2.163        | 9        | 6      |
| 11      | 58  | Luca Lunetta       | Honda       | 20      | +6.715        | 15       | 5      |
| 12      | 12  | Jacob Roulstone    | Gas Gas     | 20      | +6.903        | 11       | 4      |
| 13      | 66  | Joel Kelso         | KTM         | 20      | +7.217        | 7        | 3      |
| 14      | 72  | Taiyo Furusato     | Honda       | 20      | +10.776       | 17       | 2      |
| 15      | 22  | David Almansa      | Honda       | 20      | +11.350       | 22       | 1      |
| 16      | 85  | Xabier Zurutuza    | KTM         | 20      | +13.275       | 18       |        |
| 17      | 82  | Stefano Nepa       | KTM         | 20      | +16.200       | 23       |        |
| 18      | 55  | Noah Dettwiler     | KTM         | 20      | +27.941       | 24       |        |
| 19      | 10  | Nicola Carraro     | KTM         | 20      | +28.799       | 20       |        |
| 20      | 5   | Tatchakorn Buasri  | Honda       | 20      | +34.168       | 26       |        |
| 21      | 70  | Joshua Whatley     | Honda       | 20      | +47.787       | 25       |        |
| Ret     | 64  | David Muñoz        | KTM         | 16      | Retirado      | 8        |        |
| Ret     | 18  | Matteo Bertelle    | Honda       | 15      | Fallo técnico | 19       |        |
| Ret     | 19  | Scott Ogden        | Honda       | 10      | Caída         | 12       |        |
| Ret     | 54  | Riccardo Rossi     | KTM         | 7       | Caída         | 13       |        |
| Ret     | 7   | Filippo Farioli    | Honda       | 1       | Retirado      | 21       |        |
| Fuente: |     |                    |             |         |               |          |        |

### Resultados MotoE

#### Carrera 1
| Pos.    | N.º | Piloto             | vueltas | Tiempo    | Parrilla | Puntos |
| ------- | --- | ------------------ | ------- | --------- | -------- | ------ |
| 1       | 29  | Nicholas Spinelli  | 8       | 13:25.693 | 2        | 25     |
| 2       | 21  | Kevin Zannoni      | 8       | +1.353    | 10       | 20     |
| 3       | 40  | Mattia Casadei     | 8       | +2.063    | 4        | 16     |
| 4       | 81  | Jordi Torres       | 8       | +2.169    | 6        | 13     |
| 5       | 9   | Andrea Mantovani   | 8       | +2.357    | 11       | 11     |
| 6       | 51  | Eric Granado       | 8       | +3.313    | 3        | 10     |
| 7       | 99  | Óscar Gutiérrez    | 8       | +3.672    | 5        | 9      |
| 8       | 11  | Matteo Ferrari     | 8       | +4.938    | 14       | 8      |
| 9       | 72  | Alessio Finello    | 8       | +9.376    | 12       | 7      |
| 10      | 34  | Kevin Manfredi     | 8       | +10.267   | 13       | 6      |
| 11      | 3   | Lukas Tulovic      | 8       | +17.431   | 9        | 5      |
| 12      | 80  | Armando Pontone    | 8       | +20.992   | 18       | 4      |
| 13      | 7   | Chaz Davies        | 8       | +22.495   | 16       | 3      |
| 14      | 6   | María Herrera      | 8       | +23.009   | 17       | 2      |
| 15      | 77  | Miquel Pons        | 8       | +1:18.877 | 8        | 1      |
| Ret     | 4   | Héctor Garzó       | 3       | Caída     | 1        |        |
| Ret     | 61  | Alessandro Zaccone | 2       | Caída     | 7        |        |
| Ret     | 55  | Massimo Roccoli    | 1       | Caída     | 15       |        |
| Fuente: |     |                    |         |           |          |        |

#### Carrera 2
| Pos.    | N.º | Piloto             | vueltas | Tiempo    | Parrilla | Puntos |
| ------- | --- | ------------------ | ------- | --------- | -------- | ------ |
| 1       | 29  | Nicholas Spinelli  | 8       | 13:28.043 | 2        | 25     |
| 2       | 40  | Mattia Casadei     | 8       | +0.139    | 4        | 20     |
| 3       | 99  | Óscar Gutiérrez    | 8       | +0.410    | 5        | 16     |
| 4       | 61  | Alessandro Zaccone | 8       | +1.932    | 7        | 13     |
| 5       | 9   | Andrea Mantovani   | 8       | +4.345    | 11       | 11     |
| 6       | 3   | Lukas Tulovic      | 8       | +4.928    | 9        | 10     |
| 7       | 77  | Miquel Pons        | 8       | +5.828    | 8        | 9      |
| 8       | 11  | Matteo Ferrari     | 8       | +5.994    | 14       | 8      |
| 9       | 21  | Kevin Zannoni      | 8       | +7.226    | 10       | 7      |
| 10      | 72  | Alessio Finello    | 8       | +9.087    | 12       | 6      |
| 11      | 34  | Kevin Manfredi     | 8       | +9.904    | 13       | 5      |
| 12      | 7   | Chaz Davies        | 8       | +10.351   | 16       | 4      |
| 13      | 55  | Massimo Roccoli    | 8       | +10.513   | 15       | 3      |
| 14      | 6   | María Herrera      | 8       | +18.813   | 17       | 2      |
| Ret     | 81  | Jordi Torres       | 7       | Caída     | 6        |        |
| Ret     | 80  | Armando Pontone    | 3       | Caída     | 18       |        |
| Ret     | 51  | Eric Granado       | 3       | Caída     | 3        |        |
| Ret     | 4   | Héctor Garzó       | 2       | Caída     | 1        |        |
| Fuente: |     |                    |         |           |          |        |